# 梶原停留場
梶原停留場（かじわらていりゅうじょう）は、東京都北区上中里三丁目にある東京都交通局都電荒川線（東京さくらトラム）の停留場である。駅番号はSA 14。

## 歴史
- 1913年（大正2年）
  - 4月1日：王子電気軌道三ノ輪（現・三ノ輪橋） - 飛鳥山下間開業時に、終点の飛鳥山下停留場として開業。
  - 10月31日：王子電気軌道が山下停留場（現・栄町停留場）まで延伸。同時に梶原停留場に改称。
- 1942年（昭和17年）2月1日：王子電気軌道の東京市への事業譲渡により、東京市電（現・東京都電車）荒川線の停留場となる。

## 停留場構造
相対式ホーム2面2線を有する地上駅。互いのホームは明治通りを挟んだ反対側にあり、やや離れている。
| 乗車ホーム | 路線                            | 方向 | 行先         |
| ---------- | ------------------------------- | ---- | ------------ |
| 北側       | 都電荒川線 （東京さくらトラム） | 上り | 三ノ輪橋方面 |
| 南側       | 都電荒川線 （東京さくらトラム） | 下り | 早稲田方面   |

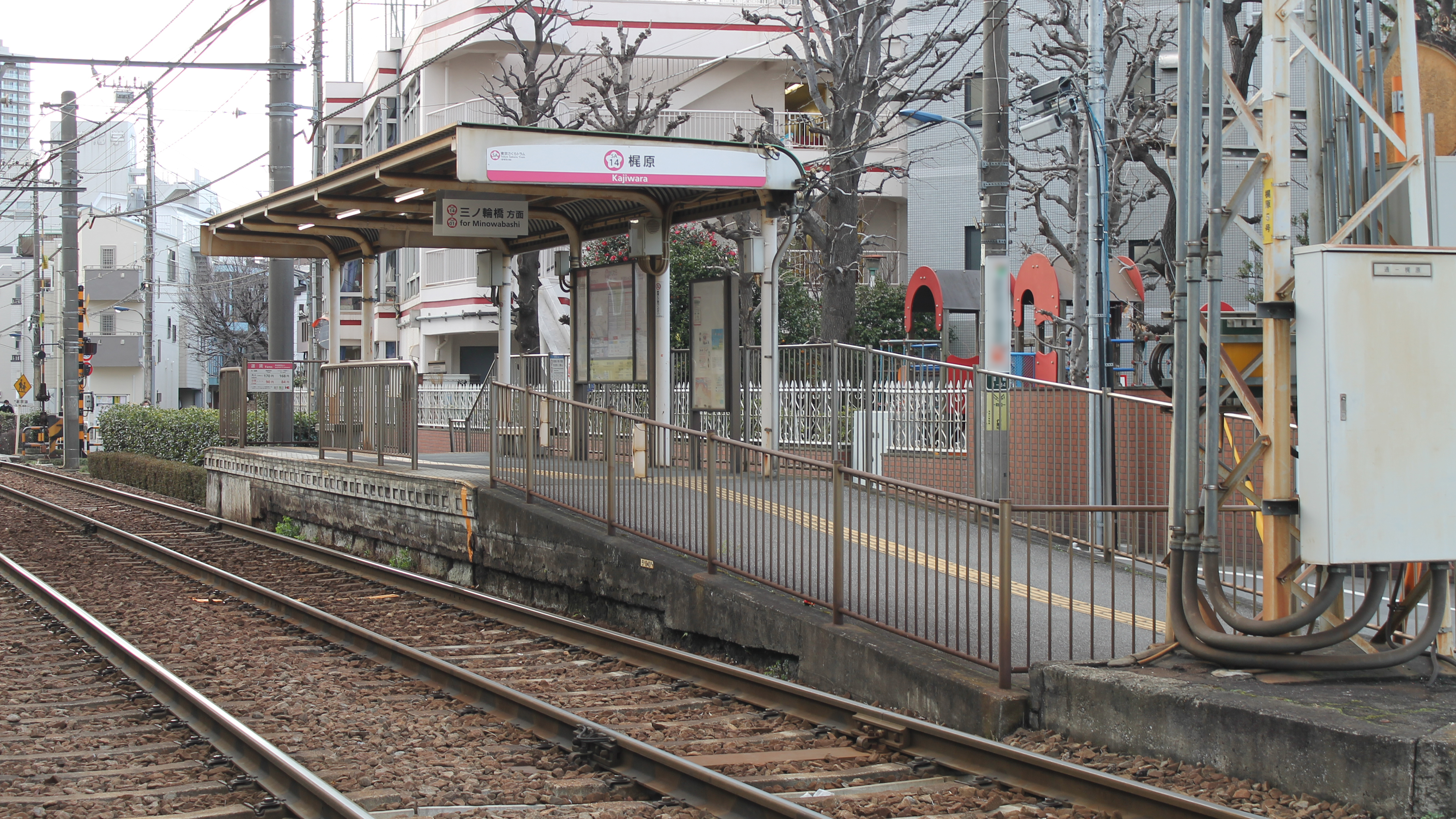
三ノ輪橋方面ホーム（2021年2月）
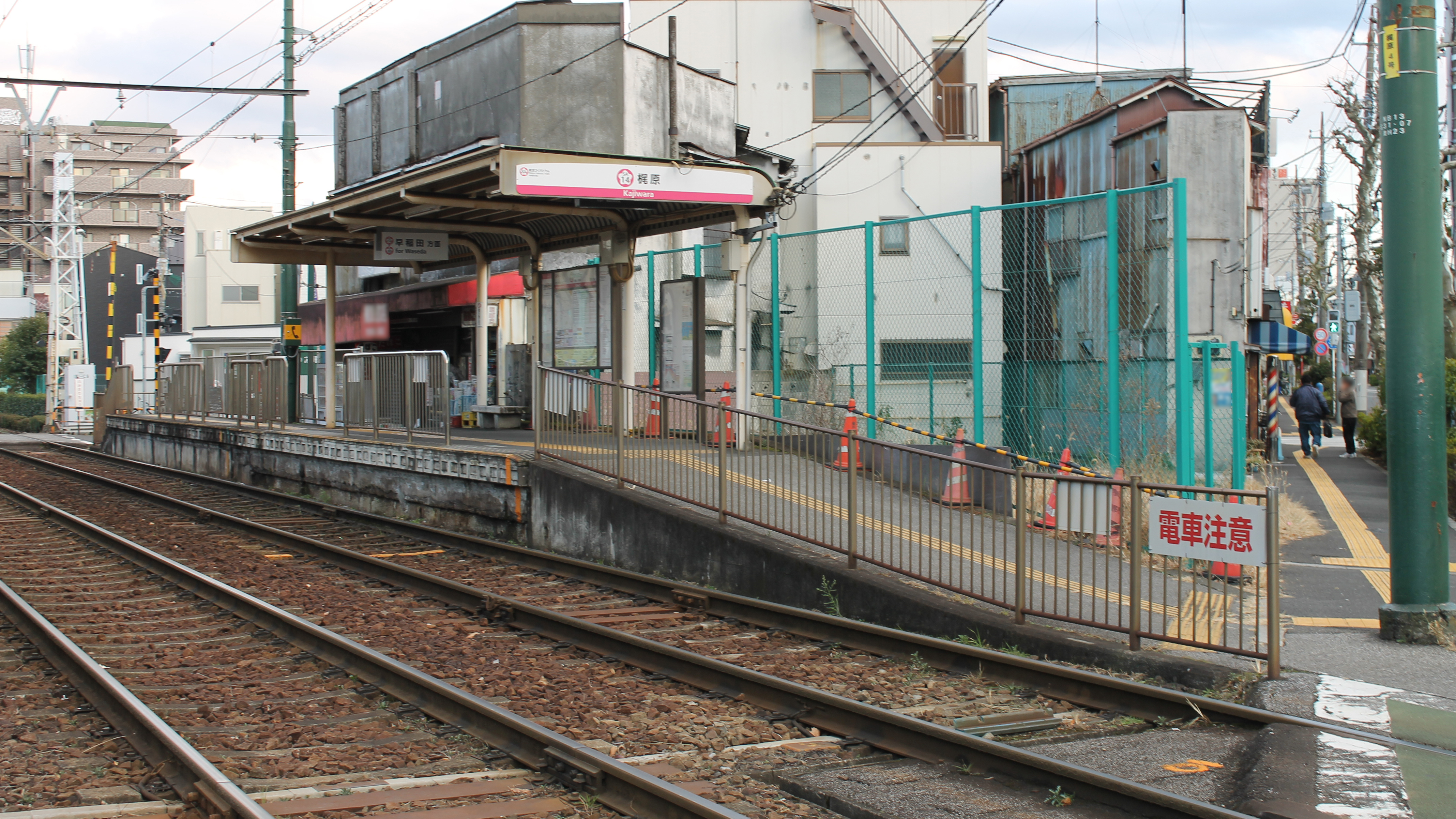
早稲田方面ホーム（2021年2月）

## 停留場周辺
- 明治通り
- 明美（都電もなかの製造販売）

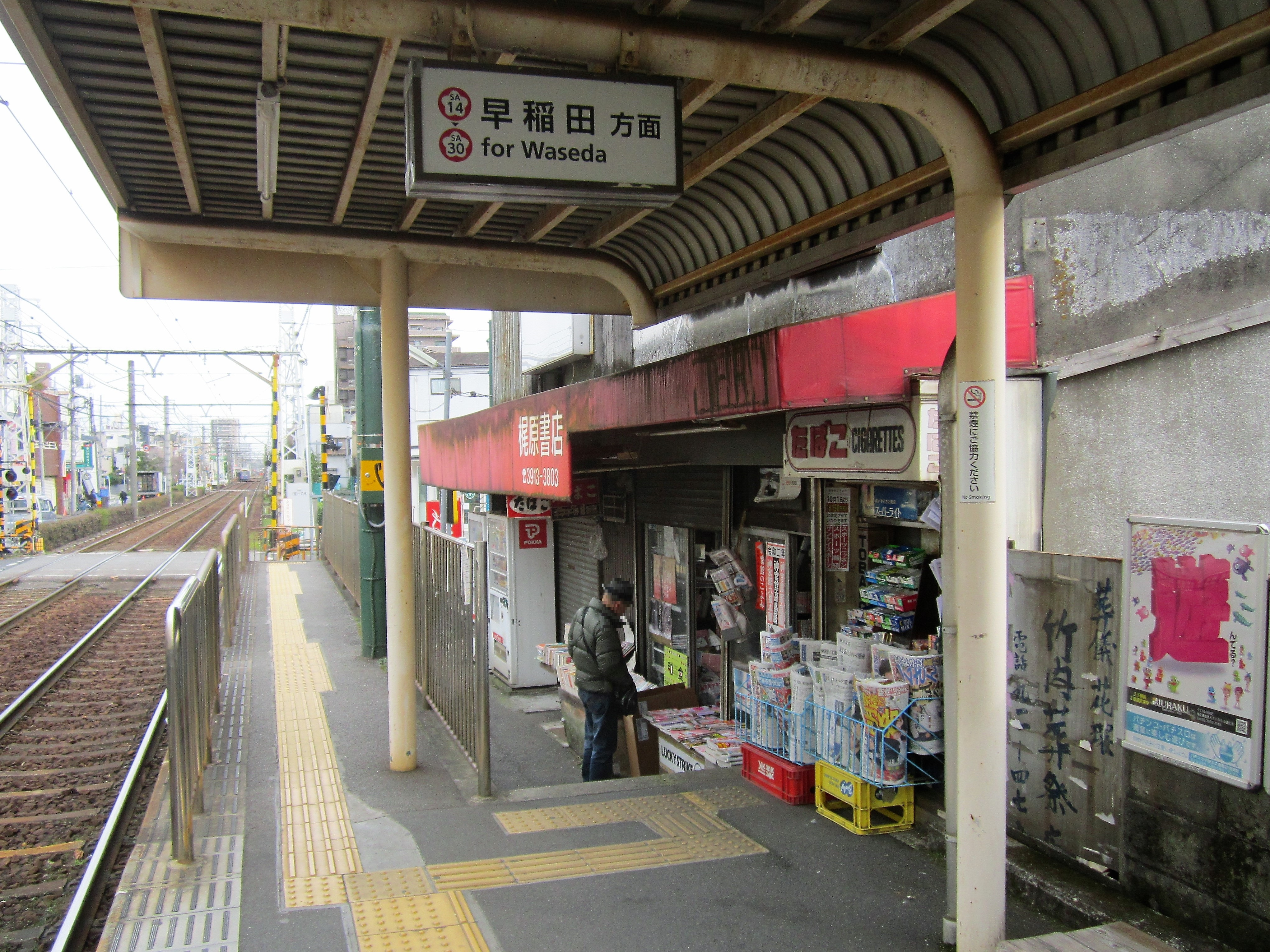
梶原停留場と閉店前の梶原書店

- 梶原銀座商店街（ショッピングロードかじわら）
- 東京福祉大学王子キャンパス

また、早稲田方面行きホームに隣接して、たばこなども商っていた古書店（「日本で一番駅に近い古書店」と言われていた）の梶原書店があった（2021年閉店）。この書店の店主の長男は中央競馬元騎手で東京優駿などのGI競走を制覇し、現在は調教師となった根本康広である。

### バス路線
最寄りのバス停留所は梶原停留所である。
- 都営バス
  - 草64：浅草雷門南行 / 池袋駅東口行・とげぬき地蔵前行

## 隣の停留場
東京都交通局
 都電荒川線（東京さくらトラム）
荒川車庫前停留場 (SA 13) - 梶原停留場 (SA 14) - 栄町停留場 (SA 15)